# Congregación religiosa católica

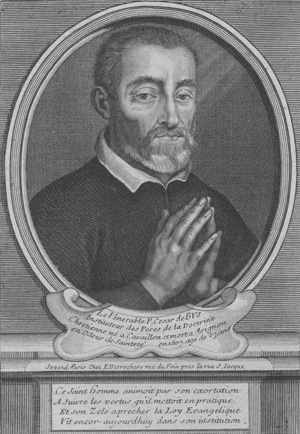
César de Bus (1544-1607), fundador de los Padres de la Doctrina Cristiana, la primera Congregación religiosa clerical, en París, 1582

Una congregación religiosa católica es un instituto religioso aprobado por la Iglesia católica. Como todos los miembros de un instituto de vida consagrada, los de las congregaciones deben emitir los votos de castidad, obediencia y pobreza. Los votos de las Congregaciones se llaman simples, o temporales, ya que se renuevan cada año o cada período de tiempo según estipulen sus Constituciones. Desde sus orígenes a los miembros de las congregaciones se les llamaba religiosos con votos simples para diferenciarlos de las órdenes religiosas cuyos miembros hacían votos solemnes, es decir, una sola vez y para siempre. Actualmente, en algunas congregaciones renuevan al menos 5 años los votos temporales y pasado el tiempo, profesan los votos perpetuos. Esto es con la aprobación del superior de la congregación y su consejo. Hoy la distinción entre religiosos de órdenes o de congregaciones es ambigua, dado que el Código de Derecho Canónico de 1983, apenas hace referencia a esta distinción; dando paso principalmente a una diferencia histórica. Las órdenes preceden en antigüedad a las congregaciones.

## Definición

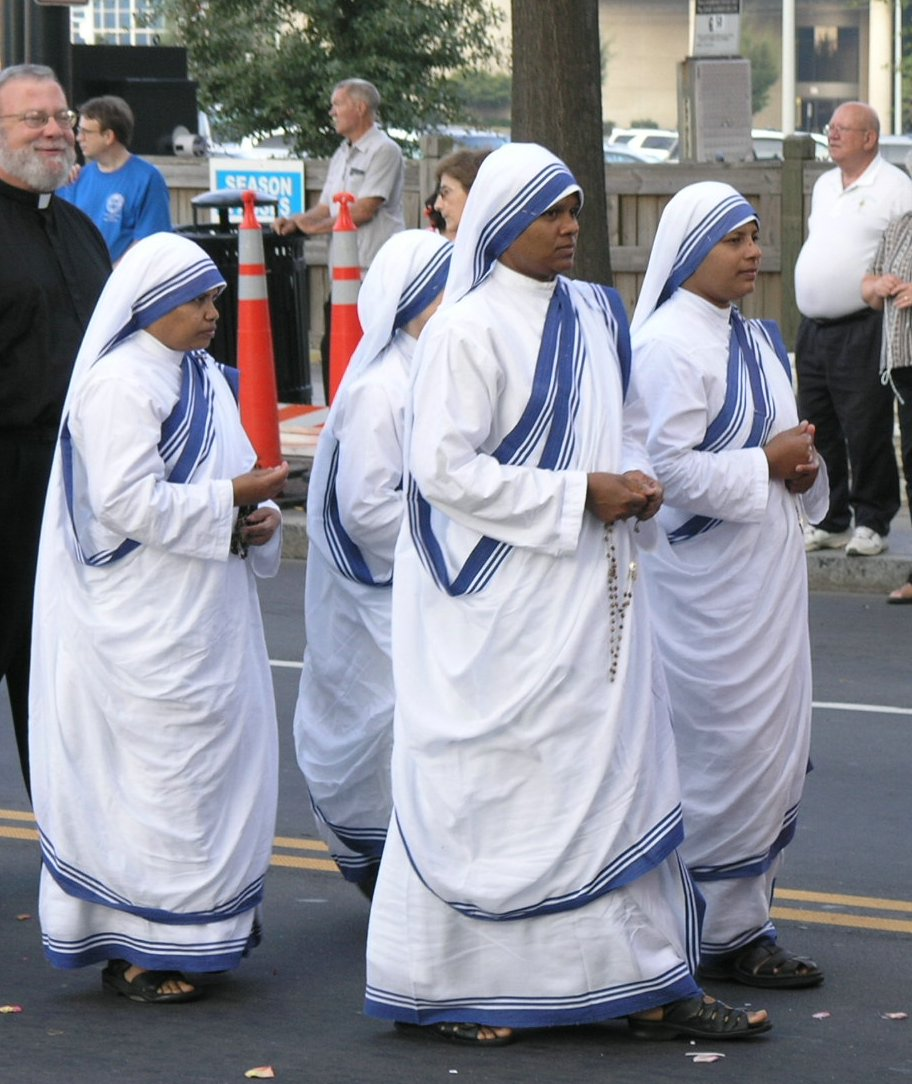
Los miembros de las Congregaciones religiosas profesan los consejos evangélicos por medio de votos simples o temporales. En la imagen: Misioneras de la Caridad, fundadas en 1950 por santa Teresa de Calcuta

### Etimología
Congregación es un nombre genérico que tiene un origen antiguo en la historia de la vida religiosa, y se usaba principalmente como sinónimo de "Orden", "Cofradía", "Sociedad" o "Religión". Casiano lo usa para designar la unión de varios monjes en el coro, posteriormente se usó para referirse a la unión de varios monasterios por lazos de fundación, aunque conservasen su autonomía. En su origen, a las Sociedades de vida apostólica en el siglo XVI, se les llamaba Congregaciones seculares. Para diferenciarlas de estas, desde ese mismo siglo, comenzó a usarse el término de Congregación religiosa para designar a los institutos que emitían votos simples o temporales que se renovaban según un plazo determinado, a la vez que se distinguían de las Órdenes religiosas, porque sus miembros emitían votos solemnes, es decir una sola vez para siempre. De la misma manera, religioso hasta el siglo XVI designaba únicamente a quienes emitían los votos solemnes, pero a partir del mismo siglo, comenzó a llamarse igualmente a los miembros de las Congregaciones que solo emitían votos simples.

### Definición canónica
Por tanto, una Congregación religiosa, siguiendo el Código de Derecho Canónico (CIC), es un Instituto religioso, cuyos miembros, a los preceptos comunes de todos los fieles, añaden los tres consejos evangélicos de castidad, pobreza y obediencia, obligatorios por medio de los votos simples o temporales, que se han de renovar al vencer el plazo, y públicos, es decir, aceptados como tales por la Iglesia.

## Organización

### Gobierno
Las congregaciones se rigen por unas normas o estatutos que reciben el nombre de constituciones. Las constituciones son establecidas por el fundador de cada congregación y con el pasar de los años se pueden reformar. Cada congregación tiene una actividad específica que responde a su propio carisma. Cuando las congregaciones son centralizadas son gobernadas por un Superior o Superiora general y su Consejo general. Las de casas autónomas por su parte, cada casa es independiente y gobernada por su propio superior o superiora.

### Categorías
Al igual que las órdenes religiosas, las congregaciones pueden ser masculinas o femeninas, clericales o laicales, de derecho pontificio o diocesano, y de casas autónomas o centralizadas. Las congregaciones masculinas pueden ser clericales en cuanto que sus miembros o la mayoría de ellos, por el carisma ministerial del Instituto, reciben el Sacramento del Orden y sus superiores mayores por estatutos deben ser sacerdotes, y como tal son aceptados por la Iglesia. Son laicales es cambio, aquellas congregaciones cuyo carisma no comporta el ministerio sacerdotal y por tanto no es requisito que sus miembros reciban el sacramento del Orden y sus superiores mayores siempre serán religiosos no sacerdotes. Todas las congregaciones femeninas son laicales, puesto que en la Iglesia católica las mujeres no reciben el Sacramento del Orden.
Las congregaciones de derecho pontificio son aquellas aprobadas por la Santa Sede mientras que las de derecho diocesano son aprobadas por el ordinario del lugar, sea este el obispo diocesano o un cargo equiparado a este. Según si las casas, llámense monasterios, conventos, casas, fraternidades, oratorios, etc., de un instituto son autónomas o tienen una sede a la que llaman curia general, centro de la administración, se dice, en el primer caso, que son institutos con cosas autónomas y en el segundo, institutos centralizados.

## Historia

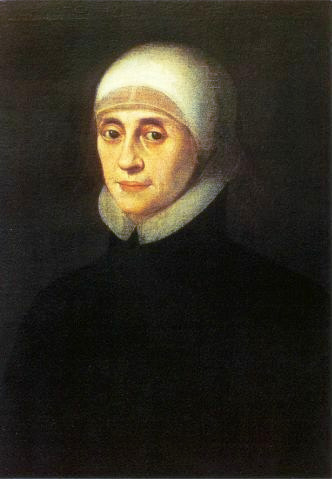
María Ward (1585-1645), religiosa inglesa, cuyo apostolado marca el inicio de una nueva visión de la vida religiosa femenina. Fundó en 1609 el Instituto de la Bienaventurada Virgen María, modelo para las futuras congregaciones religiosas femeninas.

### Marco histórico
La Reforma protestante significó para la Iglesia católica una profunda crisis, hasta el Concilio de Trento en que se reorganizó la propia reforma. En este concilio se dio paso para la renovación interna de la vida religiosa, dando paso a numerosas reformas dentro de las grandes familias de las antiguas órdenes religiosas, como Franciscanos, Carmelitas y Trinitarios, pero a su vez, propició el nacimiento de otras órdenes de clérigos regulares, como los Teatinos, Jesuitas, Escolapios, Somascos y Barnabitas y un nuevo movimiento de consagración, que no pertenecen a la categoría de institutos de vida consagrada, las Sociedades de vida apostólica, como la Congregación de la Misión y las Hijas de la Caridad de Vicente de Paul. Nótese que aunque esta se llame Congregación de la Misión no pertenece al grupo de Congregaciones religiosas, sino al de Sociedades de vida apostólica.

### Origen de las Congregaciones

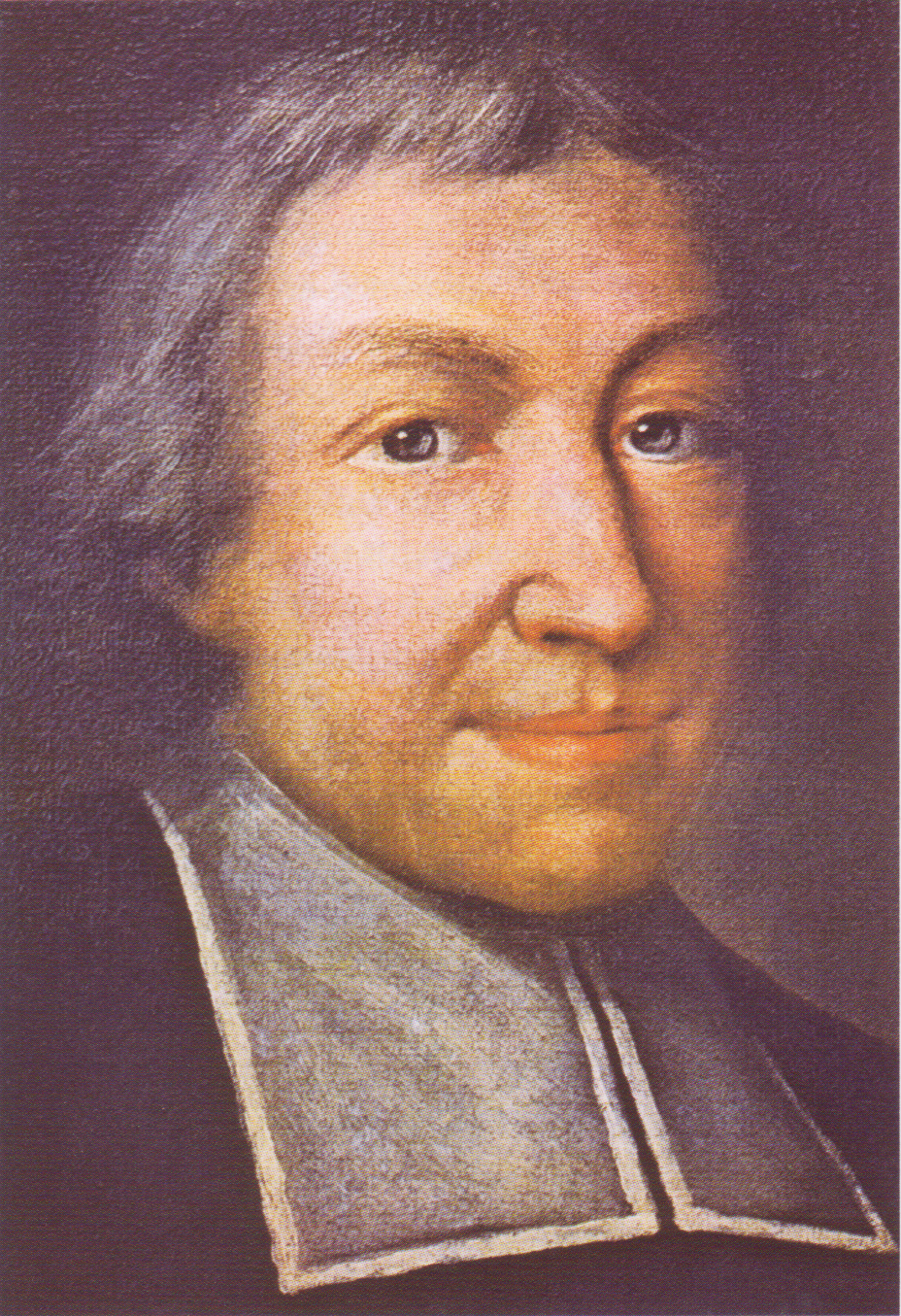
San Juan Bautista de la Salle (1651-1719), fundador de la primera congregación religiosa laical masculina, los Hermanos de las Escuelas Cristianas.

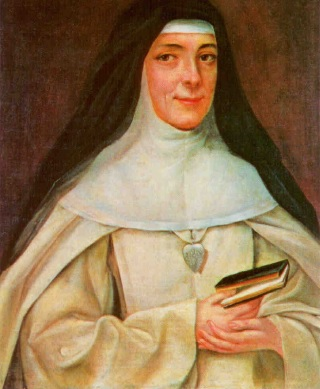
Santa María Eufrasia Pelletier (1796-1868), fundadora de la Congregación de Nuestra Señora de la Caridad del Buen Pastor.

Congregaciones religiosas clericales
Inspirados en los proyectos de Ignacio de Loyola y Vicente de Paúl, ambos de algún modo diferentes, a finales del siglo XVI surgen las congregaciones religiosas clericales. La primera de ellas, fundada en 1582 en París por César de Bus, fue la de los Padres de la Doctrina Cristiana, seguida de los Píos Operarios Catequistas Rurales que nació en Italia en 1600 por obra de Carlo Carafa. La diferencia desde entonces con las antiguas órdenes religiosas, es que mientras estas emitían votos solemnes, cuyo significado es de adhesión total al Instituto religioso (a perpetuidad), las congregaciones, en cambio, los emitían temporales, que les obligaba a renovar cada año. Si al pasar el año el religioso de una congregación no renovaba sus votos, inmediatamente quedaba fuera de la misma, cosa que no sucedía con los miembros de una Orden religiosa. Aun así, se usaba indistintamente los títulos de Orden, Congregación o Religión, para cualquier instituto religioso hasta la segunda mitad del siglo XIX.
La progresiva aceptación de las Congregaciones de votos temporales eliminó, en práctica, la fundación de nuevas órdenes religiosas. La última Orden aprobada por la Iglesia fue la de los betlemitas, fundada en Guatemala por Pedro de Betancur en 1653. A partir de entonces los Institutos religiosos, solo serían congregaciones religiosas. En el siglo XVII se da la confirmación definitiva de las primeras congregaciones masculinas, marcando las pautas para las posteriores.
Congregaciones religiosas laicales
Para las congregaciones femeninas el proceso fue más difícil debido a la imposición de la Clausura. Las primeras religiosas fuera de la vida contemplativa eran llamadas peyorativamente las "monjas andariegas". Siguiendo el modelo de los Jesuitas, se dio con María Ward un primer intento de instituto religioso femenino no monacal, el Instituto de la Bienaventurada Virgen María, conocido como Damas inglesas, pero faltaría mucho para que se concretara en una realidad. Algunos colocan aquí el origen de las Congregaciones religiosas y los institutos seculares.
A finales del siglo XVII surgen las Congregaciones religiosas laicales masculinas, formadas por comunidades de laicos que se dedicaban principalmente a la educación de los niños y de los jóvenes a través de la enseñanza o de la catequesis, con una característica propia, excluían formalmente a los propios miembros del sacerdocio, aunque si alguna vez, solo para desarrollar la labor de capellán, alguno de ellos recibía el Sacramento del Orden. La primera congregación religiosa laical fue la de los Hermanos de las Escuelas Cristianas fundados por san Juan Bautista de la Salle en 1682.

### Desarrollo y evolución
El siglo XIX fue para la Iglesia católica un periodo de florecimiento de numerosas congregaciones religiosas dedicadas a un trabajo específico que hacía que el vínculo fuera menos rígido que el de las antiguas órdenes religiosas. Las actividades de dichos institutos eran variadas, algunas se dedicaban a las misiones, otras a la educación, a la asistencia sanitaria, al servicio de los pobres, de las prostitutas, de las cárceles y las misiones populares, entre otras. Es significativo el gran número de congregaciones femeninas. Entre las congregaciones más significativas de este periodo se encuentran los Salesianos y Salesianas de Don Bosco, los Redentoristas, Claretianos, los Padres blancos, las Hermanas del Buen Pastor, etc.
A mediados del siglo XX nacen Federaciones de religiosos, como las diversas Conferencias nacionales, llamadas  CONFER, o como la CLAR, Conferencia Latinoamericana de Religiosos, con el fin de alumbrar propuestas para la renovación de la vida religiosa. A estos grupos pertenecen también las Congregaciones religiosas. Luego del Concilio Vaticano II se dio una renovación en los esquemas y formas de vida de las congregaciones.